# Autocisternă

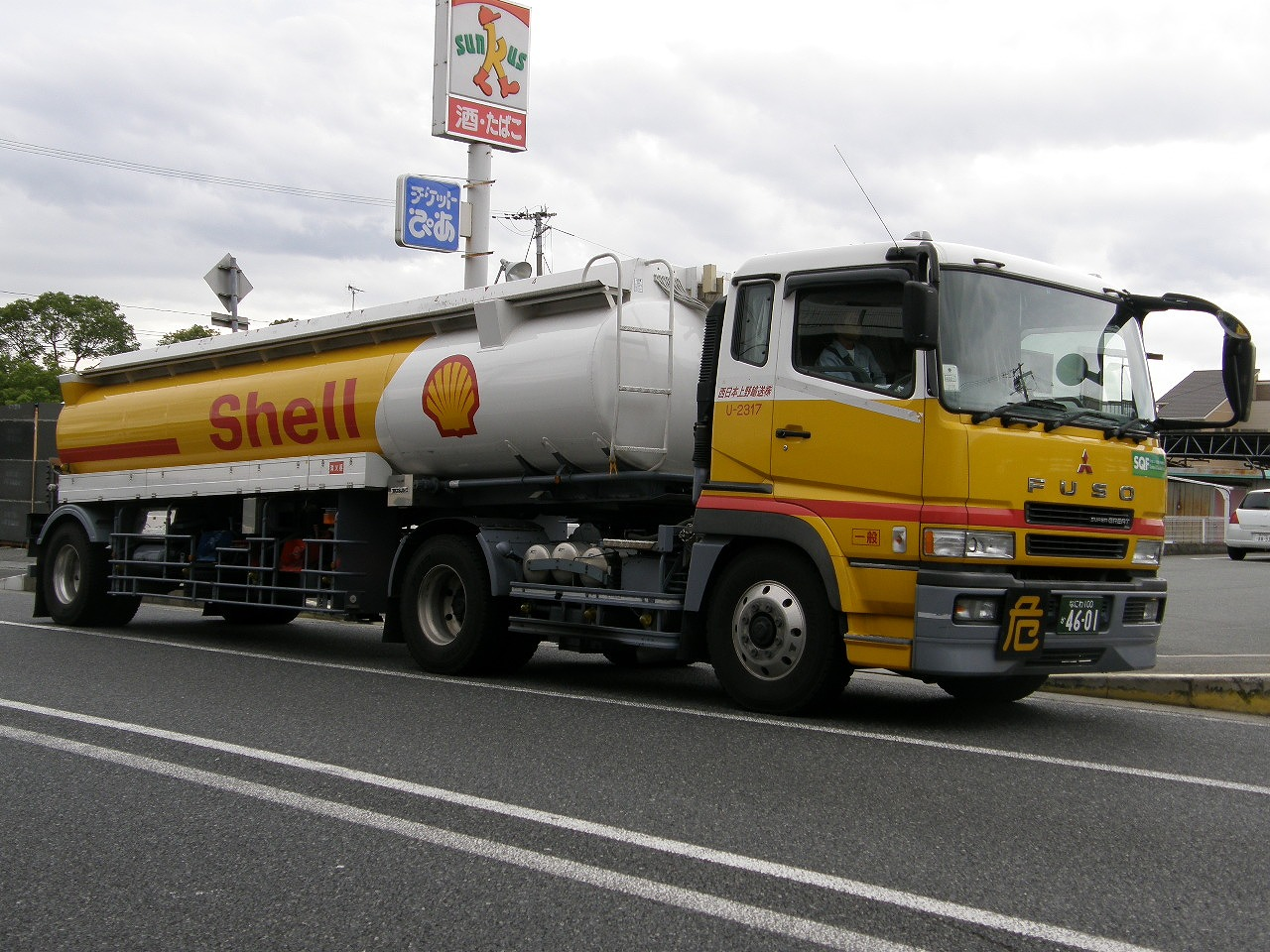
Autocisternă pentru transportul combustibililor

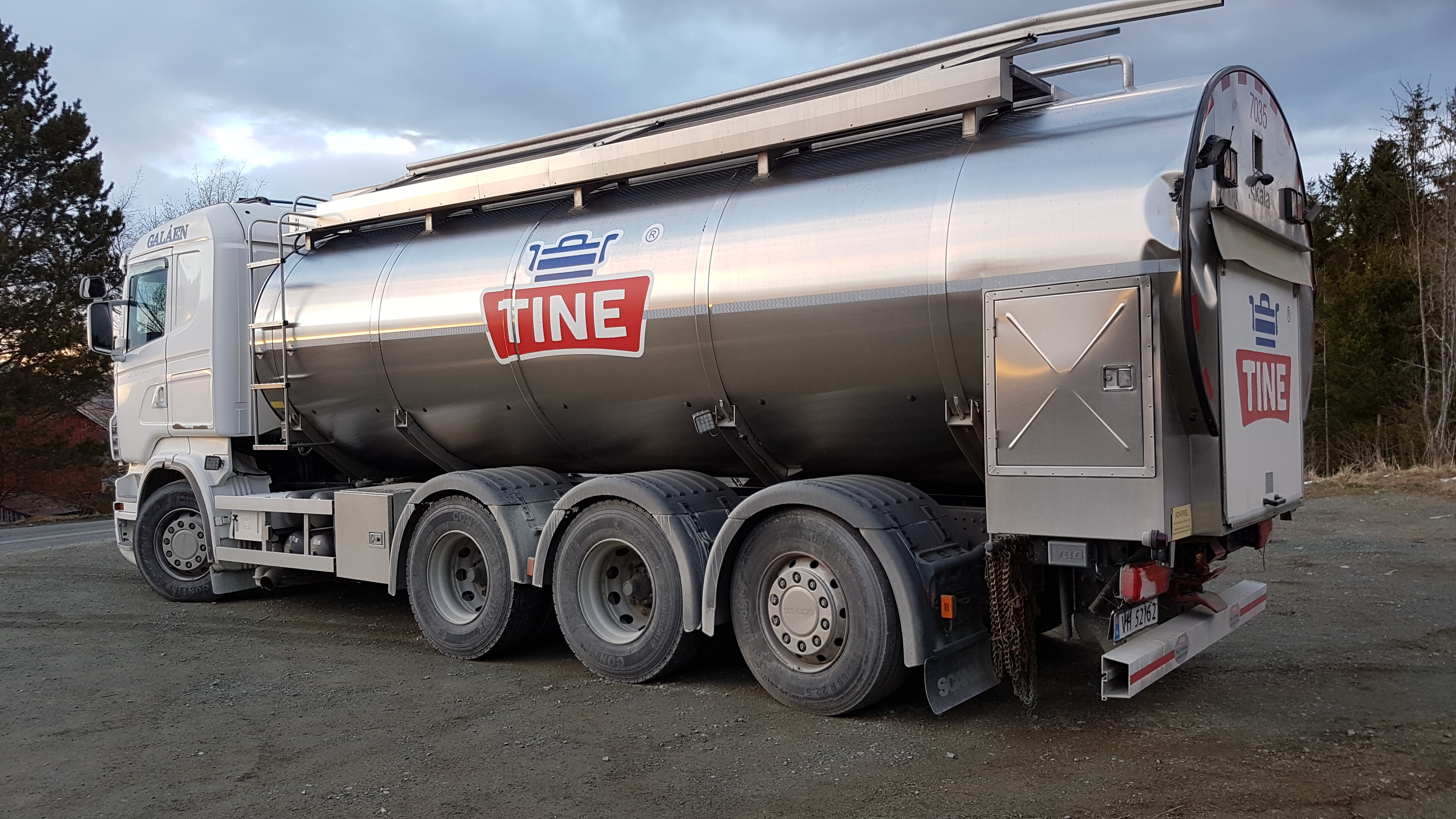
Autocisternă pentru transportul laptelui

O autocisternă este un autocamion destinat transportului rutier de lichide sau gaze. Există multe variante datorită varietății largi de lichide care pot fi transportate. Camioanele-cisternă tind să fie mari; pot fi izolate sau neizolate; presurizate sau nepresurizate; și proiectate pentru sarcini simple sau multiple (adesea prin intermediul divizărilor interne din recipientul principal).

## Istorie
Înainte de distribuția prin autocisterne, petrolul era transportat și livrat în butoaie.  Din anii 1880 a fost distribuit în cisterne trase de cai.  În 1910, compania americană Standard Oil a început să folosească autocisterne.  Anglo American Oil a introdus cisterne de livrare în Marea Britanie în 1920.  Pickfords a preluat o companie petrolieră în 1921 și în curând a avut 1.000 de galoane imperiale (4.500 l; 1.200 gal gal. US), cu 3.600 gal gal (16.000 l; 4.300 gal gal. US) la mijlocul anilor 1930.  În alte zone, dezvoltarea a fost mai lentă. De exemplu, primul camion-cisternă (200 gal gal (910 l; 240 gal. SUA)) din Auckland [6] care a ajuns în Hamilton, Noua Zeelandă, a fost întâmpinat de o fanfară în 1927. 